# قضية شركة مونسانتو ضد مزارع بذور غيرتسون
قضية شركة مونسانتو ضد مزارع بذور غيرتسون هي قضية حكمت فيها المحكمة العليا بالولايات المتحدة الأمريكية في عام 2010 لصالح شركة مونسانتو.
سمح القرار لشركة مونسانتو ببيع بذور البرسيم المعدلة وراثيًا للمزارعين، وسُمح للمزارعين بزراعتها وزراعة المحاصيل وحصادها وبيعها وإدخالها في الإمدادات الغذائية.
نشأت القضية بعد أن وافقت السلطات التنظيمية في الولايات المتحدة الأمريكية على استخدام بذور برسيم شركة مونسانتو المعدلة وراثيًا والمقاومة لمبيد الأعشاب راوند أب، حين قامت مزارع بذور غيرتسون، ومجموعات أخرى كانت قلقة من أن البرسيم المعدل وراثيًا سينتشر بسهولة بالطعن على قرار الموافقة بالاستخدام في محكمة المقاطعة. حكمت محكمة المقاطعة في البداية لصالح مزارع بذور غيرتسون، فاستأنفت شركة مونسانتو قرار محكمة المقاطعة وخسرت، ثم استأنفت مرة أخرى أمام المحكمة العليا حيث ربحت شركة مونسانتو وأيدت المحكمة العليا قرار الموافقة الأصلية والسماح ببيع البذور.
قامت خدمة فحص صحة الحيوان والنبات التابعة لوزارة الزراعة الأمريكية في عام 2005 بإلغاء تنظيم البرسيم المعدل وراثيا المقاوم لمبيد الأعشاب راوند أب، والذي تنتجه شركة مونسانتو بناءًا على التقييم البيئي للمنتج. وفي عام 2006 رفعت مزارع بذور غيرتسون وآخرون دعوى قضائية في محكمة مقاطعة كاليفورنيا ضد قرار وكالة خدمة فحص صحة الحيوان والنبات بإلغاء لوائح تنظيم البرسيم المعدل وراثيا المقاوم لمبيد الأعشاب راوند أب.
رفضت محكمة المقاطعة قيام خدمة فحص صحة الحيوان والنبات بإلغاء اللوائح التنظيمية للبرسيم المعدل وراثيا المقاوم لمبيد الأعشاب راوند أب، وأصدرت أمرًا قضائيًا بوقف أي زراعة جديدة للبرسيم المعدل وراثيًا المقاوم لمبيد الأعشاب راوند أب إلى حين إعداد بيان يحدد الأثر البيئي الأكثر شمولاً. كما رفضت المحكمة السماح بالتحرير الجزئي للمنتج من اللوائح التنظيمية.
استأنفت شركة مونسانتو أمام محكمة الاستئناف الأمريكية للدائرة التاسعة والتي أيدت قرار محكمة مقاطعة كاليفورنيا أيضًا، فاستأنف مونسانتو بعد ذلك أمام المحكمة العليا للولايات المتحدة الأمريكية في عام 2009. وفي عام 2010 نقضت المحكمة العليا قرار المحكمة الأدنى بمنع إلغاء التنظيم الجزئي المعلق للبرسيم المعدل وراثيا المقاوم لمبيد الأعشاب راوند أب. كان بيان الأثر البيئي قد انتهى وتوصل إلى أنه قبل أن ترفض المحكمة إلغاء جزئي للوائح، يجب على المدعي إثبات تعرضه لضرر لا يمكن إصلاحه. أساءت محكمة المقاطعة استخدام سلطتها التقديرية في منع هيئة الصحة في مجال الصحة والحيوان من تنفيذ إلغاء جزئي للقيود وفي حظر زراعة البرسيم المعدل وراثيا المقاوم لمبيد الأعشاب راوند أب ريثما تنتهي الوكالة من المراجعة البيئية التفصيلية. وبالتالي كان البرسيم المعدل وراثيا المقاوم لمبيد الأعشاب راوند أب لا يزال محصولًا منظمًا ينتظر انتهاء هيئة خدمة فحص صحة الحيوان والنبات من إعداد بيان الأثر البيئي. أعلن كلا الجانبين النصر في ذلك الوقت، وكان هذا أول حكم للمحكمة العليا بالولايات المتحدة بشأن المحاصيل المعدلة وراثيًا.